# Лернагог
Лернагог (арм. Լեռնագոգ) — село в Армавирской области Армении.

## География
Село расположено в северо-западной части марза, к северу от автодороги , на расстоянии 25 километров к северо-западу от города Армавира, административного центра области. Абсолютная высота — 1035 метров над уровнем моря.
Климат
Климат характеризуется как семиаридный (BSk в классификации климатов Кёппена). Среднегодовая температура воздуха составляет 10,4 °C. Средняя температура самого холодного месяца (января) составляет −4,7 °С, самого жаркого месяца (июля) — 23,5 °С. Расчётная многолетняя норма атмосферных осадков — 341 мм. Наибольшее количество осадков выпадает в мае (58 мм).

## Население
| Год переписи | Население          | Население          | Население          | Население            | Население            | Население            |
| Год переписи | Наличное население | Наличное население | Наличное население | Постоянное население | Постоянное население | Постоянное население |
| Год переписи | Всего              | Мужчины            | Женщины            | Всего                | Мужчины              | Женщины              |
| ------------ | ------------------ | ------------------ | ------------------ | -------------------- | -------------------- | -------------------- |
| 2001         | 1676               | 801                | 875                | 2171                 | 1096                 | 1075                 |
| 2011         | 1569               | 750                | 819                | 1700                 | 855                  | 845                  |